# 프리츠 쿤

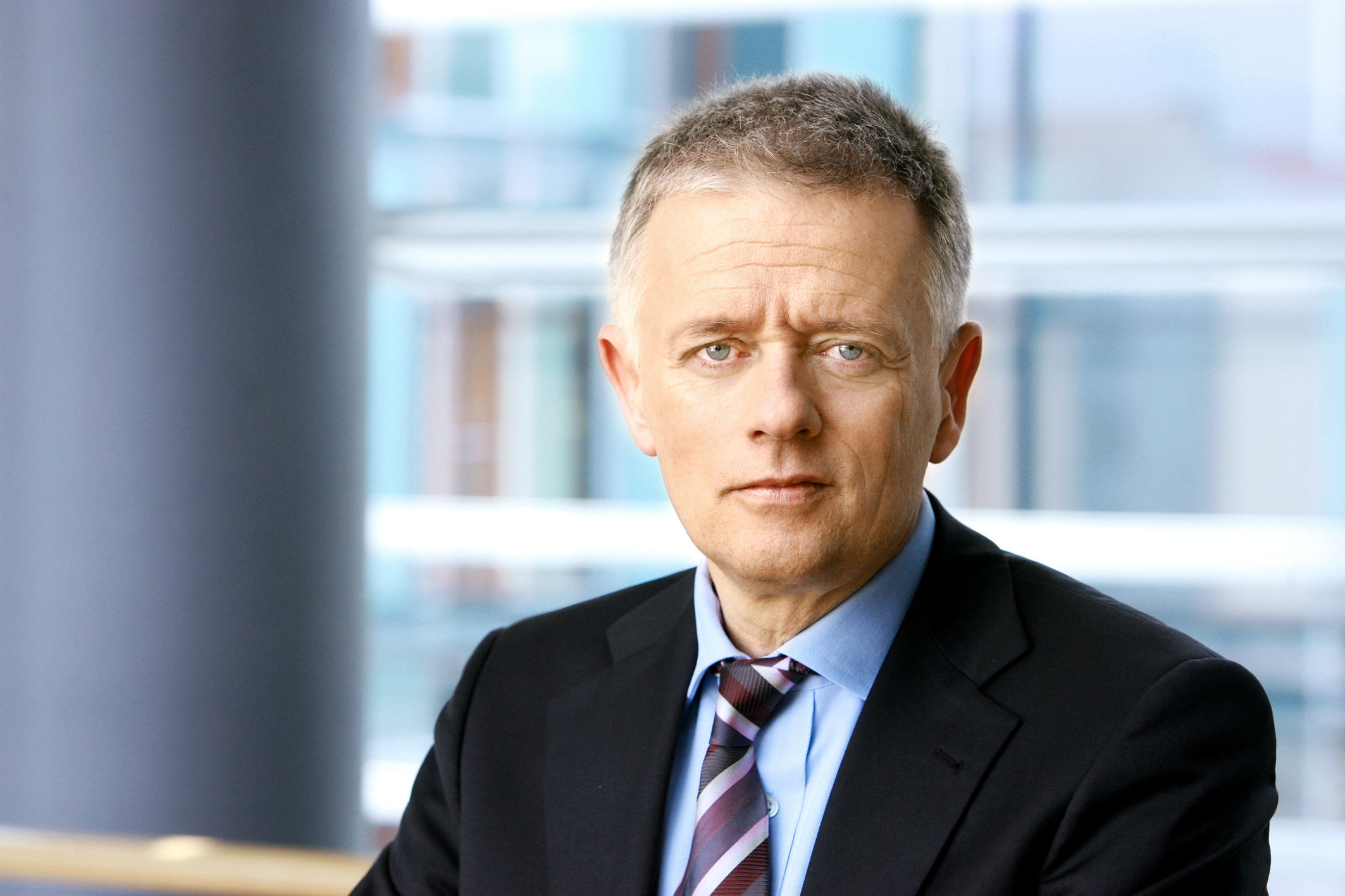

프리츠 쿤(Fritz Kuhn, 1955년 6월 29일 ~ )은 2012년부터 2021년까지 슈투트가르트 시장을 역임한 독일의 정치인이다. 2002년 독일 녹색당인 동맹 90/녹색당의 공동 의장을 역임했고 2002년부터 2013년까지 그 의회 그룹의 공동 의장을 역임했다.

## 정치 경력
쿤은 1980년 독일연방공화국 녹색당 창당 멤버 중 한 명이었다.
1981년부터 1984년까지 그는 아우크스부르크 대학에서 연구 조교로 일했고, 바덴뷔르템베르크(독일 남서부) 주 의회(Landtag)에서 녹색당의 컨설턴트로 일했다.